# ستيوارت فلانغن
ستيوارت فلانغن (بالإنجليزية: Stuart Flanagan)‏ هو لاعب دوري الرغبي أسترالي، ولد في 5 يناير 1987 في كوما في أستراليا.